# Xã Auglaize, Quận Allen, Ohio
Xã Auglaize (tiếng Anh: Auglaize Township) là một xã thuộc quận Allen, tiểu bang Ohio, Hoa Kỳ. Năm 2010, dân số của xã này là 2.783 người.